# 883
883 (DCCCLXXXIII) fue un año común comenzado en martes del calendario juliano, en vigor en aquella fecha.

## Acontecimientos
- La Abadía de Montecasino es saqueada e incendiada por los sarracenos.
- La rebelión Zanj es sofocada con la captura de su capital, al-Mukhtara.
- El gobernante abasí de Tarso, Yazaman al-Khadim, realiza un ataque sorpresivo nocturno contra el ejército bizantino de Cesta Estipiota, dando a muerte a este.[1]
- Segunda batalla de Cellorigo.
- Primera mención de la ciudad de Duisburgo.
- El principado de Balaton es conquistado por el rey Svatopluk I de la Gran Moravia.
- Es finalizada la Crónica Albeldense.￼

## Nacimientos
- Hyogong de Silla.
- Muhammad ibn Massarra, filósofo andalusí.
- Zhao Tingyin, general chino de Shu Posterior.

## Fallecimientos
- 11 de septiembre: Cesta Estipiota, general bizantino.
- Pi Rixiu, poeta chino de la dinastía Tang.
- Dawud al-Zahiri, jurista y pensador musulmán.